# Бинич, Владан
Вла́дан Би́нич (серб. Владан Бинић / Vladan Binić; 25 января 1987, Ниш, СФРЮ) — сербский футболист, полузащитник.

## Карьера
Бинич сам является воспитанником «Црвены Звезды». В 2006 году он уехал в пражскую «Спарту», однако не закрепился в основном составе чехов, и вернулся в Сербию. С 2008 по 2010 годы он играл в «Напредаке» из Крушеваца. В 2010 вернулся в стан «Црвены Звезды».

## Личная жизнь
Сын Драгиши Бинича, который также играл за «Црвену Звезду» и выиграл Кубок европейских чемпионов 1990/91.